# Ghimeș-Făget
Ghimeş-Făget é uma comuna romena localizada no distrito de Bacău, na região de Moldávia. A comuna possui uma área de 184.85 km² e sua população era de 5156 habitantes segundo o censo de 2007.